# St. Pölten (distrito)
St. Pölten (Land) é um distrito da Baixa Áustria na Áustria.

## Municípios
St. Pölten possui 39 municípios. Lista dos municípios e respectivos bairros, vilas e outras subdivisões:
- Altlengbach
  - Altlengbach, Audorf, Außerfurth, Gottleitsberg, Großenberg, Gschaid, Haagen, Hart, Hocheichberg, Höfer, Innerfurth, Kleinberg, Kogl, Leitsberg, Lengbachl, Linden, Maiß, Manzing, Nest, Öd, Ödengraben, Pamet, Schoderleh, Steinhäusl, Unterthurm
- Asperhofen
  - Asperhofen, Diesendorf, Dörfl, Dornberg, Erlaa, Geigelberg, Grabensee, Großgraben, Habersdorf, Hagenau, Haghöfen, Johannesberg, Kerschenberg, Kleingraben, Maierhöfen, Paisling, Siegersdorf, Starzing, Weinzierl, Wimmersdorf
- Böheimkirchen
  - Außerkasten, Bauland, Blindorf, Böheimkirchen, Diemannsberg, Dorfern, Dürnhag, Furth, Gemersdorf, Grub, Hinterberg, Hinterholz, Hub, Kollersberg, Lanzendorf, Maria Jeutendorf, Mauterheim, Mechters, Plosdorf, Reith, Röhrenbach, Schildberg, Siebenhirten, Untergrafendorf, Untertiefenbach, Weisching, Wiesen
- Brand-Laaben
  - Brand, Eck, Gern, Gföhl, Klamm, Laaben, Pyrat, Stollberg, Wöllersdorf
- Eichgraben
  - Eichgraben, Hinterleiten, Hutten, Ottenheim, Stein, Winkl
- Frankenfels
  - Falkensteinrotte, Fischbachmühlrotte, Frankenfels, Grasserrotte, Gstettengegend, Hofstadtgegend, Karrotte, Laubenbachgegend, Lehengegend, Markenschlagrotte, Ödrotte, Pernarotte, Pielachleitengegend, Rosenbühelrotte, Taschlgrabenrotte, Tiefgrabenrotte, Übergangrotte, Weißenburggegend, Wiesrotte
- Gerersdorf
  - Distelburg, Eggsdorf, Friesing, Gerersdorf, Grillenhöfe, Hetzersdorf, Hofing, Loipersdorf, Salau, Stainingsdorf, Völlerndorf, Weitendorf
- Hafnerbach
  - Doppel, Eichberg, Hafnerbach, Hengstberg, Hohenegg, Korning, Obergraben, Oed, Pfaffing, Pielachhaag, Rannersdorf, Sasendorf, Stein, Thal, Untergraben, Weghof, Weinzierl, Wimpassing an der Pielach, Windschnur, Würmling, Zendorf
- Haunoldstein
  - Eibelsau, Eidletzberg, Großsierning, Haunoldstein, Osterburg, Pielachhäuser, Pottschollach
- Herzogenburg
  - Adletzberg, Angern, Ederding, Einöd, Gutenbrunn, Heiligenkreuz, Herzogenburg, Ober Hameten, Ober Winden, Oberndorf in der Ebene, Ossarn, Pottschall, St. Andrä an der Traisen, Unter Hameten, Unter Winden, Wielandsthal, Wiesing
- Hofstetten-Grünau
  - Aigelsbach, Aigelsbach, Grünau, Grünsbach, Hofstetten, Kammerhof, Mainburg, Plambach, Plambacheck
- Inzersdorf-Getzersdorf
  - Anzenberg, Getzersdorf, Inzersdorf ob der Traisen, Walpersdorf, Wetzmannsthal
- Kapelln
  - Etzersdorf, Kapelln, Katzenberg, Mitterau, Mitterkilling, Oberkilling, Obermiesting, Panzing, Pönning, Rapoltendorf, Rassing, Thalheim, Unterau, Unterkilling, Untermiesting
- Karlstetten
  - Dreihöf, Hausenbach, Heitzing, Karlstetten, Lauterbach, Obermamau, Rosenthal, Schaubing, Untermamau, Weyersdorf, Wieshöf
- Kasten bei Böheimkirchen
  - Baumgarten bei Kasten, Berg, Braunsberg, Damberg, Dörfl bei Kasten, Fahrafeld, Gwörth, Hummelberg bei Kasten, Kasten bei Böheimkirchen, Kirchsteig, Kronberg, Lanzendorf bei Kasten, Lielach, Mitterfeld, Stallbach, Steinabruck, Wallenreith
- Kirchberg an der Pielach
  - Kirchberg an der Pielach, Kirchberggegend, Schloßgegend, Schwerbachgegend, Soisgegend, Tradigistdorf, Tradigistgegend
- Kirchstetten
  - Aschberg, Doppel, Fuchsberg, Gstockert, Hinterholz, Kirchstetten, Ober-Wolfsbach, Paltram, Pettenau, Senning, Sichelbach, Totzenbach, Waasen
- Loich
  - Dobersnigg, Hammerlmühlgegend, Loich, Loicheckgegend, Oedgegend, Rehgrabengegend, Schroffengegend, Schwarzengrabengegend, Siedlung
- Maria-Anzbach
  - Burgstall, Furth, Götzwiesen, Groß-Raßberg, Gschwendt, Hof, Hofstatt am Anzbach, Klein-Weinberg, Knagg, Maierhöfen, Maria Anzbach, Oed, Pameth, Pameth, Unter-Oberndorf, Winkl, Winten
- Markersdorf-Haindorf
  - Haindorf, Knetzersdorf, Mannersdorf, Markersdorf an der Pielach, Mitterau, Mitterndorf, Nenndorf, Poppendorf, Winkel, Wultendorf
- Michelbach
  - Finsteregg, Gstetten, Kleindurlas, Kropfsdorf, Mayerhöfen, Michelbach Dorf, Michelbach Markt, Untergoin
- Neidling
  - Afing, Dietersberg, Enikelberg, Flinsbach, Gabersdorf, Goldegg, Griechenberg, Neidling, Pultendorf, Watzelsdorf, Wernersdorf
- Neulengbach
  - Almersberg, Anzing, Au am Anzbach, Berging, Ebersberg, Eitzenberg, Emmersdorf, Gamesreith, Großweinberg, Haag bei Markersdorf, Haag bei Neulengbach, Herbstgraben, Herrenhub, Hinterberg, Inprugg, Karl-Deix-Siedlung, Kleinhart, Kleinraßberg, Laa an der Tulln, Langenberg, Ludmerfeld, Markersdorf, Matzelsdorf, Mosletzberg, Neulengbach, Oberdambach, Obereichen, Oberndorf, Ollersbach, Raipoltenbach, Rothenbucherhöhe, Schönfeld, Schrabatz, Schwertfegen, St. Christophen, Stocket, Straß, Tausendblum, Trainst, Umsee, Unterdambach, Untereichen, Unterwolfsbach, Weiding, Wolfersdorf
- Neustift-Innermanzing
  - Almerberg, Aschberg, Außermanzing, Barbaraholz, Eck, Gießhübl, Gumpersberg, Innermanzing, Mannersdorf, Neustift, Oberkühberg, Unterkühberg
- Nußdorf ob der Traisen
  - Franzhausen, Freilehnmühle, Neusiedl, Nußdorf ob der Traisen, Reichersdorf, Ried, Theyern
- Ober-Grafendorf
  - Badendorf, Baumgarten, Ebersdorf, Fridau, Gasten, Gattmannsdorf, Gröben, Grub, Kotting, Kuning, Neustift, Ober-Grafendorf, Reitzing, Rennersdorf, Ritzersdorf, Wantendorf, Willersdorf
- Obritzberg-Rust
  - Angern, Diendorf, Doppel, Eitzendorf, Flinsdorf, Fugging, Greiling, Großhain, Großrust, Grünz, Heinigstetten, Hofstetten, Kleinhain, Kleinrust, Landhausen, Mittermerking, Neustift, Obermerking, Obritzberg, Pfaffing, Schweinern, Thallern, Untermerking, Winzing, Zagging
- Prinzersdorf
  - Prinzersdorf, Uttendorf
- Pyhra
  - Adeldorf, Aigen, Atzling, Auern, Baumgarten, Blindorf, Brunn, Ebersreith, Egelsee, Fahra, Gattring-Raking, Getzersdorf, Heuberg, Hinterholz, Hummelberg bei Hinterholz, Kirchweg, Nützling, Oberburbach, Obergrub, Oberloitzenberg, Obertiefenbach, Perersdorf, Perschenegg, Pyhra, Reichenhag, Reichgrüben, Schauching, Schnabling, Steinbach, Unterburbach, Unterloitzenberg, Wald, Weinzettl, Wieden, Windhag, Zell, Zuleithen
- Rabenstein an der Pielach
  - Deutschbach, Dorf-Au, Königsbach, Rabenstein an der Pielach, Röhrenbach, Steinklamm, Tradigist, Warth
- Schwarzenbach an der Pielach
  - Brunnrotte, Finzenebengegend, Grabschifterwald, Guttenhofgegend, Haslaurotte, Hofrotte, Loicheckgegend, Schwarzenbachgegend, Seerotte, Staudachgegend, Steinrotte, Taschlgrabenrotte
- St. Margarethen an der Sierning
  - Eigendorf, Feilendorf, Kainratsdorf, Kleinsierning, Linsberg, Oberhofen, Rammersdorf, Saudorf, St. Margarethen an der Sierning, Türnau, Unterradl, Wieden, Wilhersdorf
- Statzendorf
  - Absdorf, Kuffern, Rottersdorf, Statzendorf, Weidling
- Stössing
  - Bonnleiten, Buchbach, Dachsbach, Freiling, Hendelgraben, Hochgschaid, Hochgschaid, Hochstraß, Hof, Sonnleiten, Stössing
- Traismauer
  - Frauendorf, Gemeinlebarn, Hilpersdorf, Mitterndorf, Oberndorf am Gebirge, Rittersfeld, St. Georgen an der Traisen, Stollhofen, Traismauer, Venusberg, Wagram ob der Traisen, Waldlesberg
- Weinburg
  - Dietmannsdorf, Eck, Edlitz, Engelsdorf, Grub, Klangen, Luberg, Mühlhofen, Oed, Waasen, Weinburg
- Weißenkirchen an der Perschling
  - Grunddorf, Gunnersdorf, Haselbach, Langmannersdorf, Murstetten, Obermoos, Perschling, Weißenkirchen an der Perschling, Wieselbruck, Winkling
- Wilhelmsburg
  - Altenburg, Göblasbruck, Handelberg, Kanzling, Kreisbach, Pömmern, Wegbach, Wielandsberg, Wilhelmsburg, Wolkersberg
- Wölbling
  - Ambach, Anzenhof, Hausheim, Landersdorf, Noppendorf, Oberwölbling, Ratzersdorf, Unterwölbling, Viehausen, Wetzlarn